# Graphosia lactea
Graphosia lactea là một loài bướm đêm thuộc phân họ Arctiinae, họ Erebidae.